# Laughton
Laughton è un villaggio e una parrocchia civile nel distretto di Wealden, nell'East Sussex, in Inghilterra. Il villaggio si trova a cinque miglia (8 km) a est di Lewes.

## Monumenti
Il sito di particolare interesse scientifico era Park Corner Heath, che si trova all'interno della parrocchia. Si tratta di 8,7 acri (3,5 ettari) di brughiera, macchie e boschi. Esso fornisce un habitat per molte specie di falena e la farfalla.
Henry Pelham e Thomas Pelham-Holles, I duca di Newcastle-upon-Tyne sono stati sepolti insieme alla All Saints Church a Laughton.
Laughton Manor è stata costruita tra il 1760 e il 1780.